# Stelis glossula
Stelis glossula är en orkidéart som beskrevs av Heinrich Gustav Reichenbach. Stelis glossula ingår i släktet Stelis och familjen orkidéer. Inga underarter finns listade i Catalogue of Life.